# The Boyz
THE BOYZ (em coreano: 더보이즈; estilizado como THE BOYZ) é um grupo masculino sul-coreano formado pela IST Entertainment em 2017. O grupo consiste atualmente em dez integrantes: Sangyeon, Jacob, Younghoon, Hyunjae, Juyeon, Kevin, New, Q, Sunwoo e Eric. Devido a saída do membro Hwall oficialmente no dia 22 de outubro de 2019, e a expulsão do membro Haknyeon em 2025. Sua estreia oficial ocorreu em 6 de dezembro de 2017.

## História

### 2017: Debut com "THE FIRST"
Entre 2016 e 2017, vários membros apareceram em vídeoclipes de diferentes artistas, como figurantes ou protagonistas. Kevin foi o primeiro introduzido ao público como concorrente no Kpop Star 6, onde foi eliminado logo no início da competição. Em Janeiro de 2017, Sunwoo veio a ser um concorrente em High School Rapper, onde também foi eliminado no início da competição.
Em março de 2017, JuHaknyeon participou do Produce 101, onde ficou em 19º lugar no episódio final.
Em 4 de julho, o grupo foi anunciado pela Cre.Ker nas suas redes sociais. Em 18 de Julho, seu nome oficial foi revelado.
De 23 de agosto a 11 de Outubro, seu primeiro reality show “Flower Snack” foi ao ar.
Em 11 de outubro, após a exibição do último episódio de "Flower Snack", foi lançada a música "I'm Your Boy"
Em 28 de outubro, no evento "Heart to Heart", foi anunciado a data de estreia do grupo em 6 de dezembro.
Em 16 de novembro, foram nomeados modelos da marca "Skool Looks".
Em 22 de novembro, em data coreana, foi revelado o nome de seu primeiro mini álbum, chamado "The First".  Também no mesmo dia foi divulgada a data do primeiro showcase do grupo, sendo logo após sua estreia.
Em 29 de novembro, foi divulgado o nome da música de estreia; Boy (hangul: 소년; Romanização: sonyeon).
Em 06 de dezembro, fizeram sua estreia.

### 2018: Comeback com "The Start" e afastamento de Hwall
Em 19 de março, The Boyz revelou uma imagem com agenda oficial para seu comeback. O teaser revela que o grupo irá fazer lançamentos consecutivos até o lançamento oficial do segundo mini álbum intitulado “The Start” em 03 de Abril.
Em 20 de março, The Boyz revelou imagens-teasers individuais com conceito de príncipes, posando ao lado e montados em um cavalo branco, as imagens também relevaram que o grupo teria seu comeback com a faixa principal chamada “Giddy Up”.
Em 24 de março, foi lançado um vídeo teaser especial “SCENE OF THE START #01”, o breve vídeo mostra cenas individuais e em grupo dos integrantes, se divertindo na praia e cavalgando.
Em 26 de março, foi revelado um segundo vídeo teaser especial intitulado: “PLAYBACK – THE SCENE OF READY”, o vídeo começa com cada membro recitando uma determinada palavra e criando uma ordem de palavras "chaves" sugerindo o conceito do seu retorno, ao final é mostrado todos os membros dentro de um estúdio e cercado de luzes neon.
No dia 27 de março, foi divulgado a lista de canções de seu segundo mini álbum, “The Start”, O álbum contendo seis canções, incluindo a canção principal “Giddy Up”,também foi liberado um Medley Highlight contendo prévias de cada faixa do álbum.
Em 28 de Março, The Boyz liberou o terceiro vídeo teaser especial intitulado “SCENE OF START #03, No vídeo os integrantes são chamados entre si para que olhem para a câmera.
No mesmo dia, a agência do grupo, Cre. Ker Entertainment anunciou via fancafe:
"O Membro Hwall está incapacitado de participar das promoções do segundo mini álbum: "The Start" por problemas de saúde".
De acordo com a agência, Hwall foi submetido a uma  cirurgia no tendão tibial posterior, no dia 27 de março em um hospital em Gangnam. Ele foi recomendado à 3 meses de descanso e recuperação logo após a cirurgia.
"Hwall se dedicou aos preparativos para esse retorno com mais paixão do que qualquer um", relatou a Cre.Ker Entertainment,
"Pedimos desculpas aos fãs por preocuparem-se com a notícia repentina da cirurgia. Prometemos colocar nossos melhores esforços para que não apenas Hwall possa se concentrar inteiramente em sua fisioterapia, mas também para que The Boyz possam levar suas promoções de retorno com sucesso".
Em 30 de março, foi revelado o último vídeo teaser para sua canção principal “Giddy Up”,o vídeo mostra os integrantes jogando em um Pintball gigante, além de parte da coreografia.

### Single digital produzido por Park Kyung de Block B
Em 02 de julho foi divulgado uma nota oficial sobre o lançamento do single digital "Keeper" produzido em colaboração com o integrante do grupo Block B, Park Kyung. O Single com data marcada para ser lançada no dia 12 de julho:
"É uma preparação para o próximo comeback" de The Boyz, que ocorrerá em meados de Setembro;
O Lançamento de "Keeper" também marca a presença de Hwall que esteve afastado das atividades do grupo.

### Retorno com "THE SPHERE"
Em 10 de setembro, foi anunciado o retorno do grupo, com o single álbum 'THE SPHERE'. No dia 12 de setembro, foi revelado as principais imagens conceituais do álbum e uma série de vídeos intitulados "THE BOYZ X DAZED FILM" aonde cada membro, aparece respectivamente em fundo escuro, mostrando seus charmes individuais. Em 13 de setembro, a tracklist do álbum foi revelada contendo 3 faixas, sendo elas: "L.O.U", "Keeper" e a faixa principal, "Right Here".

### 2019: Saída do Hwall
No dia 22 de outubro, a Cre.Ker Entertainment anunciou a saída oficial de Hwall do grupo devido a seus problemas de saúde. A empresa lançou uma nota assim como o próprio cantor para noticiar a saída do grupo. "Passei um longo tempo refletindo e pensando até chegar a decisão de encerrar minhas atividades como um membro do The Boyz" disse Hwall na carta aos fãs.

## Integrantes
| Integrantes    | Integrantes    | Integrantes        | Integrantes        | Integrantes                       | Integrantes         | Integrantes                                               |
| Nome Artístico | Nome Artístico | Nome de Nascimento | Nome de Nascimento | Data de Nascimento                | Local de Nascimento | Posição no Grupo                                          |
| Romanizado     | Hangul         | Romanizado         | Hangul             | Data de Nascimento                | Local de Nascimento | Posição no Grupo                                          |
| -------------- | -------------- | ------------------ | ------------------ | --------------------------------- | ------------------- | --------------------------------------------------------- |
| Sangyeon       | 상연           | Lee Sangyeon       | 이상연             | 4 de novembro de 1996 (28 anos)   | Coreia do Sul       | Líder e Vocalista Principal                               |
| Jacob          | 제이콥         | Bae Joonyoung      | 배준영             | 30 de maio de 1997 (28 anos)      | Canadá              | Vocalista Líder e Dançarino Guia                          |
| Younghoon      | 영훈           | Kim Younghoon      | 김영훈             | 8 de agosto de 1997 (28 anos)     | Coreia do Sul       | Vocalista Guia e Visual                                   |
| Hyunjae        | 현재           | Lee Jaehyun        | 이재현             | 13 de setembro de 1997 (27 anos)  | Coreia do Sul       | Vocalista Líder, Dançarino Líder e Visual                 |
| Juyeon         | 주연           | Lee Juyeon         | 이주연             | 15 de janeiro de 1998 (27 anos)   | Coreia do Sul       | Dançarino Principal, Vocalista de Apoio e Visual          |
| Kevin          | 케빈           | Moon Hyungseo      | 문형서             | 23 de fevereiro de 1998 (27 anos) | Canadá              | Vocalista Principal                                       |
| New            | 뉴             | Choi Chanhee       | 최찬희             | 26 de abril de 1998 (27 anos)     | Coreia do Sul       | Vocalista Principal                                       |
| Q              | 큐             | Ji Changmin        | 지창민             | 5 de novembro de 1998 (26 anos)   | Coreia do Sul       | Dançarino Principal e Vocalista Guia                      |
| Sunwoo         | 선우           | Kim Sunwoo         | 김선우             | 12 de abril de 2000 (25 anos)     | Coreia do Sul       | Rapper Principal, Vocalista de Apoio e Dançarino Guia     |
| Eric           | 에릭           | Son Youngjae       | 손영재             | 22 de dezembro de 2000 (24 anos)  | Coreia do Sul       | Rapper Líder, Dançarino Guia, Vocalista de Apoio e Maknae |
| Ex-integrantes |                |                    |                    |                                   |                     |                                                           |
| Hwall          | 활             | Heo Hyunjoon       | 허현준             | 9 de março de 2000 (25 anos)      | Coreia do Sul       | Rapper Líder, Dançarino Líder e Vocalista de Apoio        |
| Haknyeon       | 학년           | Ju Haknyeon        | 주학년             | 9 de março de 1999 (26 anos)      | Coreia do Sul       | Dançarino Líder, Vocalista Guia e Rapper de Apoio         |

- Maknae: membro mais novo do grupo.
- Visual: membro que é o rosto do grupo.

## Discografia

### Album de Estúdio
| Título        | Detalhes | Melhores posições nas paradas | Melhores posições nas paradas | Melhores posições nas paradas | Vendas                             |
| Título        | Detalhes | KOR                           | JPN                           | JPN Hot                       | Vendas                             |
| ------------- | --- | ----------------------------- | ----------------------------- | ----------------------------- | ---------------------------------- |
| Reveal        | - Lançamento: 10 de fevereiro de 2020(KOR) - Gravadora: Cre.ker Entertainment - Formatos: CD, download digital Faixas 1. "Ego" 2. "Reveal" 3. "Shake You Down" 4. "Scar" (흔적) 5. "Salty" 6. "Break Your Rules" (환상고백) 7. "Wings" 8. "Goodbye" (시간의 숲) 9. "Spring Snow" | 1                             | 32                            | –                             | - KOR: 135,575 - JPN: 1,928 (Phy.) |
| Breaking Dawn | - Lançamento: 17 de março de 2020 (JPN) - Gravadora: Ariola Japan - Formatos: CD, download digital | —                             | 4                             | 4                             | - JPN: 20,075 (Phy.)               |

### Extended plays
| Título                                                                       | Detalhes do álbum | Melhores posições nas paradas | Melhores posições nas paradas | Melhores posições nas paradas | Vendas                        |     |
| Título                                                                       | Detalhes do álbum | KOR                           | JPN                           | USWorld                       | Vendas                        |     |
| ---------------------------------------------------------------------------- | --- | ----------------------------- | ----------------------------- | ----------------------------- | ----------------------------- | --- |
| The First                                                                    | - Lançamento: 06 de dezembro de 2017 - Gravadoras: Cre.Kerz. Entertainment, LOEN Entertainment - Formatos: CD, download digital Faixas 01. Intro 02. Boy (소년) *Title 03. Walkin' In Time (시간이 안 지나가) 04. Got It (있어) 05. I'm Your Boy 06. Boy (소년) *Inst. | 3                             | 120                           | —                             | - KOR: 66,988+ - JPN: 2,392+  |     |
| The Start                                                                    | - Lançamento: 03 de abril de 2018 - Gravadoras: Cre.Kerz. Entertainment, LOEN Entertainment - Formatos: CD, download digital Faixas 01. The Start 02. Giddy Up *Title 03. Text Me Back 04. Just U 05. Back 2 U 06. Get It                                              | 2                             | 56                            | TBA                           | - KOR: 73,282+ - JPN: 2.586+  |     |
| The Only                                                                     | - Lançamento: 29 de novembro de 2018 - Gravadoras: Cre.Kerz. Entertainment, LOEN Entertainment - Formatos: CD, download digital Faixas 01. Breath to Breath 02. No Air *Title 03. Only ONE 04. 자각몽 (Lucid Dream) 05. 36.5°(Melting Heart) 06. 4ever                 | 4                             | 39                            | TBA                           | - KOR: 127.521+ - JPN: 4.755+ |     |
| Dreamlike                                                                    | - Lançamento: 19 de agosto de 2019 (KOR) - Gravadora: Cre.ker Entertainment - Formatos: CD, download digital Faixas 1. "Water" 2. "D.D.D." 3. "Complete Me" 4. "Summer Time" 5. "Going High" (위로) 6. "Daydream"                                                      | 2                             | 18                            | —                             | - KOR: 126,345 - JPN: 4,401   |     |
| Tattoo                                                                       | - Lançamento: 6 de novembro de 2019(JPN) - Gravadora: Ariola Japan - Formatos: CD, download digital Faixas 1. "Back All Black" 2. "Tattoo" 3. "Espionage" 4. "Stupid Sorry" 5. "Bye Bye Bye" 6. "Brighter"                                                             | —                             | 2                             | 4                             | - JPN: 19,122                 |     |
| Chase                                                                        | - Lançamento: 21 de setembro de 2020(KOR) - Gravadora: Cre.ker Entertainment - Formatos: CD, download digital | 2                             | 21                            | —                             | - KOR: 367,708 - JPN: 2,783   |     |
| Thrill-ing                                                                   | - Lançamento: 9 de agosto de 2021(KOR) - Gravadora: Cre.ker Entertainment - Formatos: CD, download digital | ASA                           | ASA                           | ASA                           | ASA                           | ASA |
| "—" denota items que não atingiram posição nos charts ou não foram lançados. | |                               |                               |                               |                               |     |

### Single albums
| Título                                                                       | Detalhes | Melhores posições nas paradas | Vendas         |
| Título                                                                       | Detalhes | KOR                           | Vendas         |
| ---------------------------------------------------------------------------- | --- | ----------------------------- | -------------- |
| The Sphere                                                                   | - Lançamento: 5 de setembro de 2018 - Gravadora: Cre.ker Entertainment - Formatos: CD, download digital Faixas 1. "Right Here" 2. "L.O.U" 3. "Keeper" (지킬게) (Prod. Park Kyung) | 4                             | - KOR: 55,419  |
| Bloom Bloom                                                                  | - Lançamento: 29 de abril de 2019 - Gravadora: Cre.ker Entertainment - Formatos: CD, download digital Faixas 1. "Bloom Bloom" 2. "Butterfly" (몽중) 3. "Clover"                   | 2                             | - KOR: 134,705 |
| "—" denota items que não atingiram posição nos charts ou não foram lançados. | |                               |                |

### Singles
| Título                                                                       | Ano     | Melhores posições nas paradas | Melhores posições nas paradas | Álbum                           |
| Título                                                                       | Ano     | KOR                           | KOR Hot                       | Álbum                           |
| Coreano                                                                      | Coreano | Coreano                       | Coreano                       | Coreano                         |
| ---------------------------------------------------------------------------- | ------- | ----------------------------- | ----------------------------- | ------------------------------- |
| "Boy" (소년)                                                                 | 2017    | —                             | —                             | The First                       |
| "Giddy Up"                                                                   | 2018    | —                             | —                             | The Start                       |
| "Keeper" (지킬게)                                                            | 2018    | —                             | —                             | The Sphere                      |
| "Right Here"                                                                 | 2018    | —                             | —                             | The Sphere                      |
| "No Air"                                                                     | 2018    | —                             | 86                            | The Only                        |
| "Bloom Bloom"                                                                | 2019    | —                             | 74                            | Bloom Bloom                     |
| "D.D.D"                                                                      | 2019    | —                             | —                             | Dreamlike                       |
| "White" (화이트)                                                             | 2019    | —                             | —                             | Nenhum album single             |
| "Reveal"                                                                     | 2020    | —                             | —                             | Reveal                          |
| "Checkmate"                                                                  | 2020    | 134                           | 90                            | Road to Kingdom Final           |
| "The Stealer"                                                                | 2020    | 46                            | 86                            | Chase                           |
| "Christmassy!"                                                               | 2020    | —                             | —                             | Nenhum album single             |
| "Kingdom Come"                                                               | 2021    | 37                            | 7                             | Kingdom Final: Who is the King? |
| "Drink It"                                                                   | 2021    | —                             | —                             | Nenhum album single             |
| "Thrill Ride"                                                                | 2021    | ASA                           | ASA                           | Thrill-ing                      |
| Japonês                                                                      |         |                               |                               |                                 |
| "Tattoo"                                                                     | 2019    | —                             | —                             | Tattoo                          |
| "Breaking Dawn"                                                              | 2021    | —                             | —                             | Breaking Dawn                   |
| "—" denota items que não atingiram posição nos charts ou não foram lançados. |         |                               |                               |                                 |

### Outros Lançamentos
| "Priority" (우선순위)                                                        | 2021 | — | Run On OST Part 7      |
| "Will Be" (지금처럼)                                                         | 2021 | — | Racket Boys OST Part 1 |
| "—" denota items que não atingiram posição nos charts ou não foram lançados. |      |   |                        |

## Filmografia

### Televisão

#### Reality shows
| Ano     | Título                                         | Emissora              | Membro(s)   | Notas                                       |
| ------- | ---------------------------------------------- | --------------------- | ----------- | ------------------------------------------- |
| 2016-17 | Kpop Star 6                                    | SBS                   | Kevin       | Eliminado no início da competição           |
| 2017    | High School Rapper                             | Mnet                  | Sunwoo      | Eliminado no início da competição; 8º lugar |
| 2017    | Produce 101 Season 2                           | Mnet                  | Ju Haknyeon | Eliminado no último episódio; 19º lugar     |
| 2017    | Flower Snack                                   | MBC Music, MBC every1 | Todos       | 8 episódios                                 |
| 2018    | Come On! THE BOYZ                              | 1theK                 | Todos       | —                                           |
| 2018    | The 100                                        | Vapp                  | Todos       | 23 episódios                                |
| 2018    | Come On! THE BOYZ: Summer Vacation RPG Edition | 1theK                 | Todos       | Lançado após o lançamento de "KeePer"       |
| 2020    | Road to Kingdom                                | Mnet                  | Todos       | Vencedores; 1° lugar                        |

#### Programas de Variedades
| Ano           | Título            | Emissora   | Membro(s)    | Notas                        |
| ------------- | ----------------- | ---------- | ------------ | ---------------------------- |
| 2017          | After School Club | Arirang TV | Todos        | Foi ao ar em 12 de dezembro  |
| 2018          | After School Club | Arirang TV | Kevin        | MC; substituindo Jae do Day6 |
| 2018-Presente | Simply Kpop       | Arirang TV | Kevin, Jacob | MCs                          |

## Videografia

### Videos musicais
| Ano  | Título                            | Artista  | Diretor(es)                                   | Membro(s)                                                                                   | Álbum          |
| ---- | --------------------------------- | -------- | --------------------------------------------- | ------------------------------------------------------------------------------------------- | -------------- |
| 2017 | I'm Your Boy                      | The Boyz | Choi Young-ji, Kim Mi-hye (Purple Straw Film) | Sangyeon, Jacob, Younghoon, Hyunjae, Juyeon, Kevin, New, Q, Haknyeon, Hwall, Sunwoo e Eric. | The First      |
| 2017 | Boy (소년)                        | The Boyz | Naive Creative Production                     | Sangyeon, Jacob, Younghoon, Hyunjae, Juyeon, Kevin, New, Q, Haknyeon, Hwall, Sunwoo e Eric. | The First      |
| 2017 | Walkin In Time (시간이 안 지나가) | The Boyz |                                               | Sangyeon, Jacob, Younghoon, Hyunjae, Juyeon, Kevin, New, Q, Haknyeon, Hwall, Sunwoo e Eric. | The First      |
| 2018 | Giddy Up                          | The Boyz | TBA                                           | Sangyeon, Jacob, Younghoon, Hyunjae, Juyeon, Kevin, New, Q, Haknyeon, Hwall, Sunwoo e Eric. | The Start      |
| 2018 | KeePer                            | The Boyz | TBA                                           | Sangyeon, Jacob, Younghoon, Hyunjae, Juyeon, Kevin, New, Q, Haknyeon, Hwall, Sunwoo e Eric. | Special Single |
| 2018 | Right Here                        | The Boyz | TBA                                           | Sangyeon, Jacob, Younghoon, Hyunjae, Juyeon, Kevin, New, Q, Haknyeon, Hwall, Sunwoo e Eric. | The Sphere     |
| 2018 | No Air                            | The Boyz |                                               | Sangyeon, Jacob, Younghoon, Hyunjae, Juyeon, Kevin, New, Q, Haknyeon, Hwall, Sunwoo e Eric. | The Only       |
| 2019 | Bloom Bloom                       | The Boyz |                                               | Sangyeon, Jacob, Younghoon, Hyunjae, Juyeon, Kevin, New, Q, Haknyeon, Hwall, Sunwoo e Eric. | Bloom Bloom    |
| 2019 | Butterfly                         | The Boyz |                                               | Sangyeon, Jacob, Younghoon, Hyunjae, Juyeon, Kevin, New, Q, Haknyeon, Hwall, Sunwoo e Eric. | Bloom Bloom    |
| 2019 | D.D.D                             | The Boyz |                                               | Sangyeon, Jacob, Younghoon, Hyunjae, Juyeon, Kevin, New, Q, Haknyeon, Hwall, Sunwoo e Eric. | Dreamlike      |
| 2019 | Tattoo                            | The Boyz |                                               | Sangyeon, Jacob, Younghoon, Hyunjae, Juyeon, Kevin, New, Q, Haknyeon, Sunwoo e Eric.        | Tattoo         |
| 2019 | White                             | The Boyz |                                               | Sangyeon, Jacob, Younghoon, Hyunjae, Juyeon, Kevin, New, Q, Haknyeon, Sunwoo e Eric.        | Special Single |
| 2020 | Reveal                            | The Boyz |                                               | Sangyeon, Jacob, Younghoon, Hyunjae, Juyeon, Kevin, New, Q, Haknyeon, Sunwoo e Eric.        | Reveal         |
| 2020 | The Stealer                       | The Boyz |                                               | Sangyeon, Jacob, Younghoon, Hyunjae, Juyeon, Kevin, New, Q, Haknyeon, Sunwoo e Eric.        | Chase          |
| 2020 | Christmassy!                      | The Boyz |                                               | Sangyeon, Jacob, Younghoon, Hyunjae, Juyeon, Kevin, New, Q, Haknyeon, Sunwoo e Eric.        | Special Single |